# GINGER L.
GINGER L.（ジンジャーエール）は、幻冬舎発行の季刊文芸誌。GINGER L。と表記されることもある。

## 概要
女性ファッション誌『GINGER』の姉妹誌。2010年12月6日に創刊された。発売は3・6・9・12月の6日。誌名の「L」には、Literature（文学）とLady（女性）の意味が込められている。また、この「L」を「エール」と読ませることを決めたのは、社長の見城徹だという。20代から30代の女性を対象をする。
内容は、旬の作家から直木賞作家まで女性が楽しめる小説や、充実した生活のヒントになるエッセイのほか、対談やインタビューなどの読み物ページで構成される。2016年、新しく創刊された月刊文芸誌『小説幻冬』に吸収される形で、秋号（24号）をもって休刊となった。
季刊の文芸誌には他に、『小説トリッパー』『yom yom』などがある。

## 連載された作品
- 井上荒野「しずかなパレード」
- 梶よう子「出もどり雪江筆法指南」
- 益田ミリ「こぼれ落ちる」
- 光野桃「娘への贈り物」
- 飯島奈美「ご飯の島のおいしい話」
- 桜木紫乃「ライブ99」
- 唯川恵「啼かない鳥は空に溺れる」
- 大崎梢「誰にも探せない」
- 宮下奈都「ふたつのしるし」
- 小川糸「ツバキ文具店」
- 湊かなえ「山女日記」